# Margaret Burvill
Margaret Burvill, född 2 oktober 1941, död 28 februari 2009, var en australisk friidrottare. Hon deltog vid olympiska sommarspelen 1964.